# Coucou surnicou
Surniculus lugubris
Espèce
Statut de conservation UICN

 LC  : Préoccupation mineure
Le Coucou surnicou ou Coucou drongo (Surniculus lugubris) est une espèce d'oiseaux de la famille des Cuculidae.
Selon la liste d'Alan P. Peterson, elle est actuellement considérée comme une espèce monotypique, ses anciennes sous-espèces ayant été élevées au rang d'espèces.

## Répartition
Son aire s'étend sur le Népal, le nord-est de l'Inde, la péninsule malaise, Palawan et l'Indonésie.

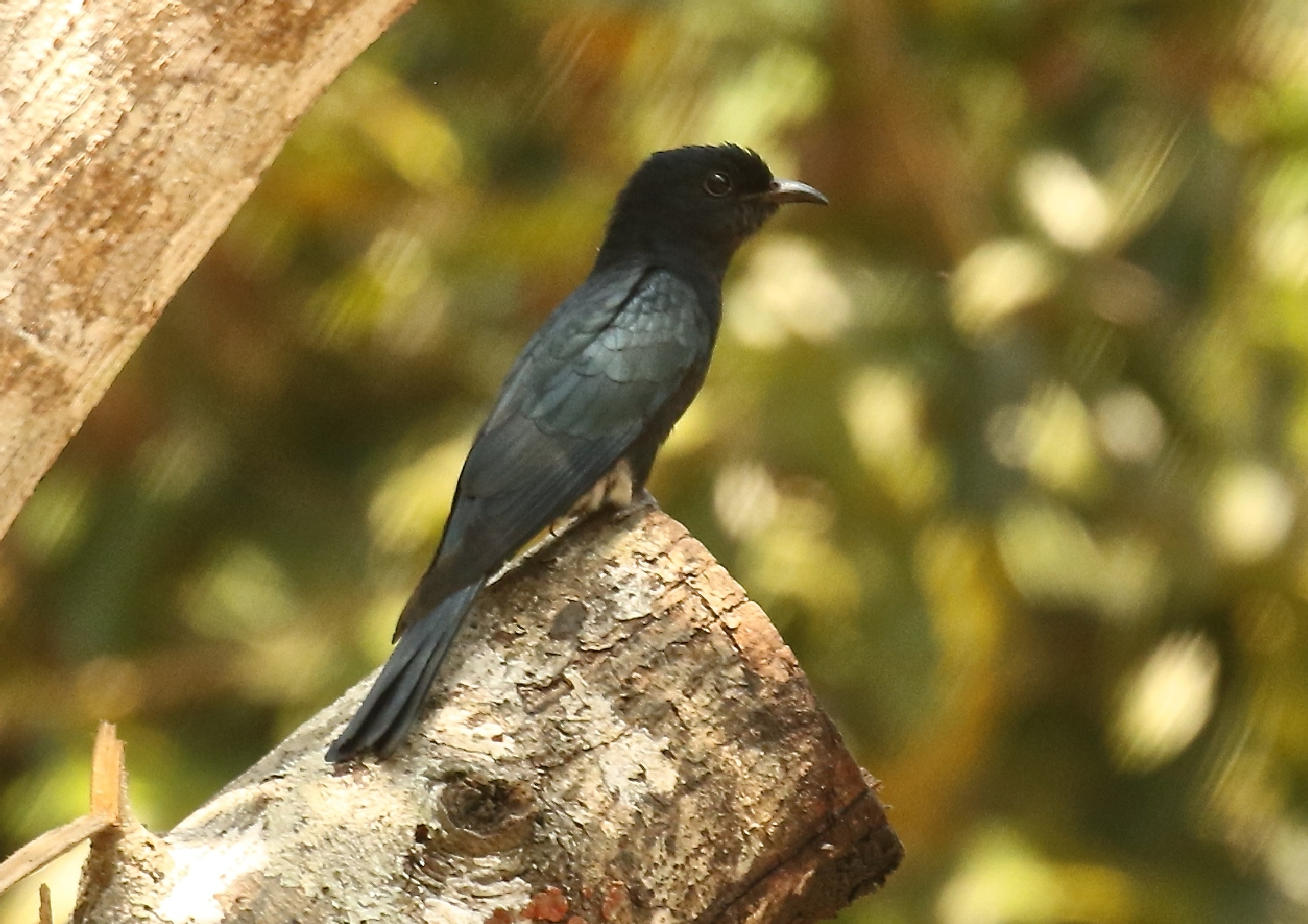
Coucou surnicou, parc national de Khao Yai, Thaïlande